# 無量寿院 (高松市)
無量寿院（むりょうじゅいん）は、香川県高松市御坊町にある真言宗御室派の寺院。山号は紫山（しざん）。

## 概要
京都仁和寺の末寺で、付近の多門寺・西福寺など6ヶ寺を末寺としていた。

## 歴史
天平11年（739年）、行基が坂田郷（現・鶴尾地区）室山の麓に創建したのが始まりである。その後、空海による修造や白河法皇や亀山天皇の厚い信仰を受けるなどして七談議所の一つとして興隆し、各時代とも荘厳な伽藍を有していた。このように栄華を誇った当院であるが天文年間（1532年 - 1555年）に戦火で焼失した。
伽藍の焼失を受け、寺は八輪島（現・高松城付近）に移転する。しかしその後、寺は三度移転を繰り返し、天正16年（1588年）には生駒親正の高松城築城により西の方（現・浜ノ町）へ、明暦2年（1656年）には御船蔵を作るために中村（現・天神前、中央公園の南側）へ、寛文7年（1677年）には高松藩の長屋を作るため御坊町（現在地）に移転している。
その後寺地の移転は無く現在地に落ち着き、多数の寺宝を有するなど文化財的価値を高めていったが、1945年（昭和20年）7月4日の米軍による無差別絨毯爆撃「高松空襲」によって寺は全焼し、多数あった文化財は全て失われた。

### 寺地の変遷
1. 創建（739年） - 天文年間（1532年 - 1555年）
  - 坂田郷（現・鶴尾地区）室山付近
2. 天文年間（1532年 - 1555年） - 天正年間（1573年 - 1592年）
  - 野原郷八輪島（現・高松市西の丸町）
3. 天正年間（1573年 - 1592年） - 明暦2年（1656年）
  - 西の方（現・高松市浜ノ町）
4. 明暦2年（1656年） - 寛文7年（1667年）
  - 中村（現・高松市天神前）
5. 寛文7年（1667年） - 
  - 現在地

### 発掘遺構
これまでの寺地の変遷は寺記などの記述による推定しかされていなかったが、2代目の寺地については発掘調査でその場所が確定している。発掘調査は2002年（平成14年）11月28日 - 2003年（平成15年）3月14日に市街地再開発関連街路事業に伴い西の丸町・寿町一丁目の820m2で行われたもの。この発掘では16世紀の高松城築城以前にここにあった集落の遺構が発見され、同時に「野原濱村无量壽院」と刻まれた瓦や梵字瓦が出土した。そのためこの付近が無量寿院の2代目寺地であることが確定した。
この発掘跡はその後埋め戻されて、道路とことでん琴平線高架予定地の緑地になっている。

## アクセス
- ことでん
  - 琴平線片原町駅：徒歩4分
  - 琴平線・長尾線・志度線瓦町駅：徒歩6分
  - 志度線今橋駅：徒歩7分